# Ерік Рамірес
Ерік дос Сантос Родрігес (порт. Eric dos Santos Rodrigues, нар. 10 серпня 2000, Салвадор), відомий як Рамірес (порт. Ramires) — бразильський футболіст, півзахисник клубу «Баїя», що на умовах оренди грає за клуб «Ред Булл Брагантіно».
Гравець молодіжної збірної Бразилії.

## Клубна кар'єра
Народився 10 серпня 2000 року в місті Салвадор. Вихованець футбольної школи клубу «Баїя». Дорослу футбольну кар'єру розпочав 2018 року в основній команді того ж клубу, в якій протягом двох сезонів взяв участь у 29 матчах національного чемпіонату.
2 вересня 2019 року на умовах річної оренди перейшов до швейцарського «Базеля».

## Виступи за збірну
З 2019 року залучається до складу молодіжної збірної Бразилії. Був учасником тогорічної молодіжної першості Південної Америки.